# Hakan Hacıbektaşoğlu
Hasan Hakan Hacıbektaşoğlu (* 23. April 1984 in Istanbul) ist ein türkischer Fußballspieler in Diensten von Bayrampaşaspor.

## Karriere

### Vereinskarriere
Hacıbektaşoğlu begann mit dem Vereinsfußball in der Jugend von Beşiktaş Istanbul und wurde hier 2003 mit einem Profivertrag versehen. Nachdem er ein halbes Jahr bei der Reservemannschaft gespielt hatte, wechselte er zu Fatih Karagümrük SK. In den nachfolgenden Jahren spielte er bei diversen Mannschaften der TFF 2. Lig und der TFF 1. Lig.
Zur Rückrunde der Saison 2010/11 wechselte er zum Drittligisten Göztepe Izmir. Mit dieser Mannschaft erreichte er zum Saisonende die Meisterschaft der TFF 2. Lig und damit den direkten Aufstieg in die TFF 1. Lig.
Nachdem er eine Spielzeit in der 1. Lig für Göztepe gespielt hatte, wechselte Hacıbektaşoğlu zum Ligakonkurrenten Çaykur Rizespor.
Im September 2014 wechselte er zum Istanbuler Drittligisten Bayrampaşaspor.

### Nationalmannschaft
Hacıbektaşoğlu durchlief von der türkischen U-17 bis zur U-19 alle Jugendnationalmannschaften der Türkei. 
Mit der türkischen U-20 nahm er 2003 am Turnier von Toulon teil, kam aber während des Turniers zu keinem Einsatz.

## Erfolge
Mit Göztepe Izmir
- Meister der TFF 2. Lig und Aufstieg in die TFF 1. Lig: 2010/11

Mit Çaykur Rizespor
- Vizemeister der TFF 1. Lig und Aufstieg in die Süper Lig: 2012/13